# Pim van Galen

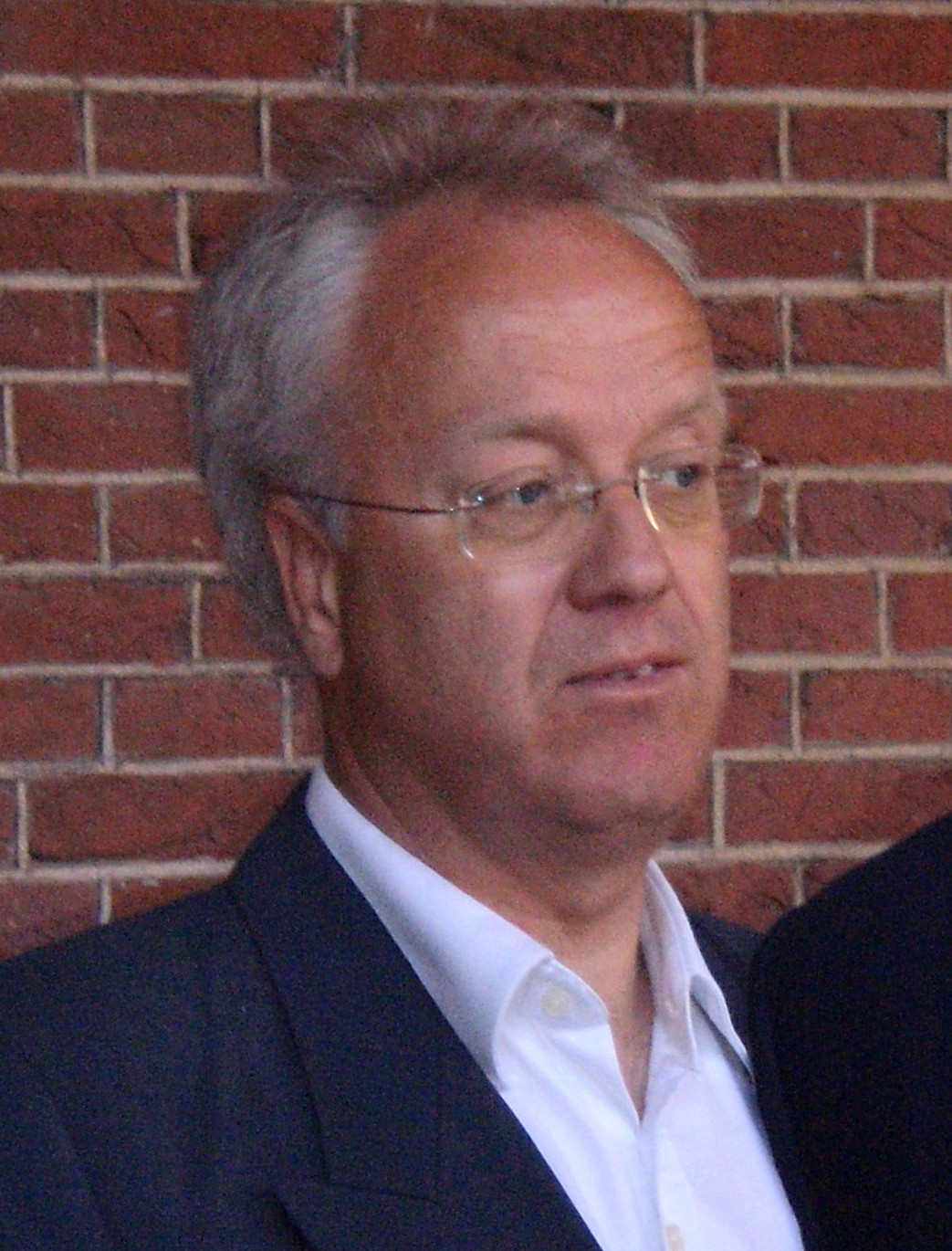
Pim van Galen in 2010

Pim van Galen (17 juni 1959) is een Nederlands journalist. Hij was van 2010 tot 1 september 2019 werkzaam als parlementair verslaggever bij Nieuwsuur. 

## Biografie
Pim van Galen is de oudste zoon van de in bevindelijk gereformeerde kringen befaamde koordirigent Wim van Galen. Hij groeide op in Barneveld, ging naar de middelbare school in Ede en studeerde tot 1982 aan de School voor Journalistiek in Utrecht.
Van Galen was 30 jaar werkzaam voor Den Haag Vandaag. Vanaf 1989 was hij werkzaam bij de NOS en heeft onder andere het actualiteitenprogramma NOVA gepresenteerd. Hij verwierf bekendheid als een van de interviewers in het wekelijkse tv-programma Gesprek met de minister-president. Op 1 september 2019 stopte hij bij de NOS en Nieuwsuur.
Tussen 2013 en 2020 presenteerde Van Galen regelmatig het interviewprogramma op de website Café Weltschmerz. Sinds april 2021 interviewt hij maandelijks Syp Wynia voor Wynia's Week TV.
Naast zijn werk als journalist zet hij zich in voor de International Campaign for Tibet.